# Xiaxi, Anhui
Xiaxi är en köping i östra Kina. Den ligger i Ningguo i staden Xuancheng i provinsen Anhui, omkring 220 kilometer sydost om provinshuvudstaden Hefei. Antalet invånare är 13 978. Befolkningen består av 6 449 kvinnor och 7 529 män. Barn under 15 år utgör 8,0 %, vuxna 15-64 år 72 %, och äldre över 65 år 18,0 %.